# Bondarivka, Markivka
Bondarivka (în ucraineană Бондарівка) este localitatea de reședință a comunei Bondarivka din raionul Markivka, regiunea Luhansk, Ucraina.

## Demografie
Componența lingvistică a localității Bondarivka
     Ucraineană (94%)
     Rusă (5,35%)
     Alte limbi (0,12%)
Conform recensământului din 2001, majoritatea populației localității Bondarivka era vorbitoare de ucraineană (94%), existând în minoritate și vorbitori de rusă (5,35%).